# アレクサンドル・デュビューク
アレクサンドル・イヴァノヴィチ・デュビューク（ロシア語: Алекса́ндр Ива́нович Дюбю́к 1812年3月3日（ユリウス暦 2月20日） - 1898年1月8日[O.S. 1897年12月27日]）は、フランス系ロシア人のピアニスト、作曲家、教育者。

## 生涯
モスクワに生まれた。父はフランス革命を逃れてロシアに入った避難民であった。ジョン・フィールドの下で学び、後にミリイ・バラキレフとニコライ・ズヴェーレフにピアノを教えている。バラキレフは次のように述べている。「もし私がピアノを弾くことができているのだとすれば、それは全てデュビュークから受けたレッスンのお蔭である。」
モスクワに没した。遺体はヴァガンコヴォ墓地に埋葬されている。

## 作品
多数のピアノ作品や練習曲を作曲しており、他にも約40曲のシューベルト作品からの編曲など多くの編曲作品、歌とピアノ伴奏のためのロマンスを残している。また、ロシア民謡やジプシーの旋律の編曲も手掛けており、『ピアノのための変奏曲付きのロシアの歌曲集』（1855年）が知られる。
彼の作品の中では『Ne brani menya rodnaya』が、1950年代にレフ・テルミン、その後Kaia Galina UrbとHeiki Matlikによって演奏されたことで知られる。